# 最终幻想战略版 狮子战争
《最终幻想战略版 狮子战争》是一款由日本游戏开发商史克威尔艾尼克斯为PlayStation Portable（PSP）平台开发和发行的战略角色扮演游戏。这款游戏是1997年PlayStation平台游戏《最终幻想战略版》的升级版本。
《狮子战争》是史克威尔艾尼克斯推出的“伊瓦利斯联盟”系列电子游戏中的第二款，该系列游戏以虚构的伊瓦利斯世界为背景。其中第一部作品是《最终幻想XII 亡灵之翼》（《最终幻想XII》的续作），第三部是《最终幻想战略版A2 裂谷的魔法书》（两者均在任天堂DS上发行）。伊瓦利斯（在游戏设定期间）拥有与人类历史中古世纪晚期相符的技术，同时具备大多数《最终幻想》游戏中常见的魔法和超自然能力。在游戏中，玩家控制一个名叫拉姆扎（Ramza）的雇佣兵，他发现自己卷入了一场内战，而一股古老的恶魔势力已经开始侵蚀世界。作为一个出身高贵的人，拉姆扎被迫重新评估自己对平民的看法，尤其是当他出身低微的好友开始领导一场反抗伊瓦利斯统治者的革命时。
该游戏在开发过程中经过彻底改造，以充分利用PSP的屏幕比例和技术能力，从而产生了新的过场动画、多人游戏能力以及其他特性。《狮子战争》还加入了来自其他《最终幻想》系列的新可玩角色，比如《最终幻想XII》中的巴尔弗雷和《最终幻想战略版A2：裂谷的魔法书》中的卢索·克莱门斯，以及《最终幻想VII》中广受欢迎的克劳德·斯特莱夫（在游戏最初发行时即可游玩）。《狮子战争》发布后获得了强烈好评，并且随后被改编为手机和平板设备版本。

## 内容和游戏玩法
《最终幻想战略版：狮子战争》是一款回合制战术角色扮演游戏。游戏以虚构的伊瓦利斯世界为背景，讲述了伊瓦利斯王国与其邻国奥达利亚之间的一场战争，以历史文献的形式讲述了冲突双方大量人物的事迹。在保留《最终幻想战略版》主线剧情并进行本地化的同时，《狮子战争》还引用了其他以伊瓦利斯为背景的游戏，包括《最终幻想XII》中的巴尔弗雷和《最终幻想战略版A2：裂谷的魔法书》中的卢索·克莱门斯。
《狮子战争》的战斗可以与象棋等棋盘游戏相比，每个棋子对应拉姆扎当前战斗队伍中的一名成员。每个战士可以根据其移动配额在网格状的棋盘上移动，并攻击敌方战士或激活更复杂的技能。每张地图的地形决定了战士们的攻击范围和机动性。拉姆扎的士兵们可以装备《最终幻想》传统中的职业，从标准的剑士和弓箭手到魔法专家，甚至更为独特的职业，如龙骑士或舞者等。在战斗中完成动作会为每个角色提供经验值和职业点数，后者可用于购买新技能。《狮子战争》中有22个可用的职业。一旦角色从某个职业中学会了一项技能，他们就会永久拥有该技能，尽管一次只能使用与当前职业相关的主要技能组。许多技能，如与移动或被敌人攻击相关的技能，即使角色后来更换职业，也仍然可以装备。游戏还具有永久死亡机制——如果角色因过多的伤害而失去行动能力，并且在几回合内未被治愈，那么他们将永久死亡，无法再次在战斗中使用。
除了战斗之外，玩家还可以在世界地图上移动。这与其他《最终幻想》游戏中的自由移动不同；拉姆扎只能在地图上从一个点移动到另一个点。穿越荒野地点可能会触发随机战斗。在城镇中，玩家可以购买新装备、招募新士兵，并派遣队伍成员执行自动任务以赚取现金和其他奖励。在游戏后期，玩家可以通过在战斗中猎捕生物来获得额外的奖励。
该游戏的另一个新增功能是无线多人游戏模式，包括合作模式和竞技模式玩法。在竞技模式中，敌方队伍可能会在战场上布置陷阱，这些陷阱对于对手来说是隐藏的。为了便于识别，各队伍都被分配了颜色。战斗在设定的回合数后结束，剩余生命值最多的队伍将被宣告为胜利者。胜利者可能会从宝箱中随机获得一件物品。不过iOS版本并不支持多人模式游戏。

## 开发
《最终幻想战略版 狮子战争》于2006年12月在《周刊少年Jump》杂志上作为《最终幻想战略版》的PlayStation Portable移植版亮相。该杂志称，游戏还增加了卡通渲染过场视频、额外的职业类别等新功能。该游戏最初于1997年为PlayStation游戏机制作。重制版的制作人柴贵正表示，史克威尔艾尼克斯决定“十年后重新构想这款游戏”。由于游戏玩法丰富、故事情节深刻，PlayStation 版本将“迫使玩家花费数小时来玩”。柴田将此以及系统的可移植性作为史克威尔艾尼克斯选择为PlayStation Portable平台开发的主要原因。之所以选择“狮子战争”作为副标题，是因为它描述了“两个主角拉姆扎和迪利塔的故事背景”，并且也突显了多人游戏玩法。
《狮子战争》遵循PlayStation系统上《最终幻想》系列游戏的趋势，在某些场景中采用全动态视频。这些视频使用了卡通渲染技术，这种技术让人感觉像是手绘动画。这些过场动画由日本动画工作室神風動画和ANIMA公司合作制作。由于PlayStation Portable的屏幕尺寸，该游戏的宽高比为16:9，而不是之前的4:3。开发人员添加了由吉田明彦绘制的视觉艺术序列，并且游戏还包含原作中没有的新剧情和过场动画。开发人员希望这款游戏能够同时适合新玩家和体验过原版游戏的玩家<。游戏还添加了过场动画，以帮助玩家更深入地了解伊瓦利斯的文化和历史以及“狮子战争”。由于《最终幻想XII 国际版》和《狮子战争》都设定在伊瓦利斯的世界中，并且《狮子战争》的战斗导演也是《最终幻想XII 国际版》的导演，他们喜欢这个战斗系统，所以使用了黄道战斗系统。来自《最终幻想战略版A2：裂谷的魔法书》的鲁索被添加进游戏，以将其与伊瓦利斯联盟游戏系列联系起来。
在开发初期，游戏就选定了新角色职业，并指派一名喜爱原版《最终幻想战略版》的制作人员来平衡游戏中的新职业。新的职业包括来自《最终幻想III》的洋葱骑士，以及之前仅有一个角色加夫加里昂（Gaffgarion）可用的黑暗骑士。重制版中的黑暗骑士具有附加能力，因此原来的黑暗骑士职业被重新命名为“恶魔骑士”。恶魔骑士职业依然是加夫加里昂所独有的。

《狮子战争》中的新过场动画之一。开发人员选择采用卡通渲染动画，给人一种铅笔绘制图像的印象。

《狮子战争》的北美本地化版本为游戏中的所有视频片段斗提供了配音。虽然本地化人员承认速度减慢和音质下降的问题，但他们并没有将其作为优先解决的问题，称其“超出了他们的控制范围”。对于游戏如何解决减速问题，不同的评论者持有不同的看法；北美版的某些评论者声称减速问题已经有所改善，并指出“现在的技术问题与PS1版本中出现的轻微减速差不多，不再令人分心”，而其他人则声称减速仍然“在进行攻击或施法时存在”。
由于对原版英语翻译的批评声音不断，重制版委托进行了全新的翻译。PlayStation Portable制作人河津秋敏表示，与普通的角色扮演游戏相比，该游戏拥有“令人难以置信的大量文本”。游戏剧本的翻译工作被指派给乔·里德（Joe Reeder），他在史克威尔艾尼克斯对同事汤姆·斯莱特里（Tom Slattery）的一些内部工作印象深刻后，邀请他加入翻译团队。两人都参与了游戏的开发，轮流翻译场景，直到里德离开该项目去参与《最终幻想12：归来之翼》的开发后，斯莱特里才成为首席翻译。翻译工作每周进行六到七天，每天持续十二到十三个小时。为了让游戏更深入地融入伊瓦利斯的世界，新的英文翻译中将一些单词改为标准的最终幻想术语和拼写，例如“魔法”（magick）、“龙骑士”（Dragoon）和“神秘主义者”（Mystic）等。在PlayStation版的翻译中，格拉巴多斯教会虽然被描述为与基督教一样的一神论教会，但为了更准确地贴合原文，重新翻译后成为多神论信仰体系。

### 其他平台
2011年3月9日，本作的PlayStation Network版在日本发布，北美版于7月18日上市。为了回应玩家要求史克威尔艾尼克斯将更多的游戏移植到手机平台上，制作方于是启动了移植《战争之狮》的项目。由于手机平台触摸屏幕界面没有PSP的肩部按钮，依照此前适配《最终幻想》系列游戏的工作，制作组重新设计游戏花费了大量的时间和“反复试验”。由于这款游戏并非“固有竞技性”，某些iOS功能如Game Center不受支持。
iOS版《狮子战争》于2011年发布，iPhone版于8月4日发布，iPad版本则于2012年2月23日发布。2013年2月14日，Android移植版通过史克威尔艾尼克斯市场在日本发布，提供增强的图像、更快的绘制速度和针对触屏优化的控制。iOS版本承诺更新，并且在发布时还包括多个iCloud存档槽支持。Android版本于2015年6月4日在Google Play上全球发布，但不支持云存储功能。

## 评价
《狮子战争》发行后登上了日本游戏排行榜的榜首，并在美国发行的第一个月售出了10万份。据《Fami通》报道，该游戏在日本市场2007年度销量达到30万1796份，位列第53位。终极典藏版在日本又售出了19,488份。
截至2007年12月，PSP版《狮子战争》在综合评论网站Metacritic上基于41条评论获得了88/100的评分；在GameRankings上基于47条评论获得了88%的评分。相比之下，原版《最终幻想战略版》在Metacritic上的12条评论中仅获得了83分。评论家们普遍对游戏的重制感到高兴，因为该游戏在最初版本中被视为热门游戏，但副本已很难找到。《狮子战争》的战术玩法被广泛称赞为具有深度和吸引力，因为战斗可以根据队伍组成和玩家策略沿着任意多条路线进行。评论者们喜欢游戏对玩家在战场上的选择进行关注，例如以防御为出发点进行交战，或者以闪电战的方式快速猛烈地打击敌人的策略。游戏中的职业系统受到了称赞，尤其是它的复杂性、可定制性和影响战斗的能力。GameTrailers写道：“即使到现在，《最终幻想战略版》的职业等级结构仍然是该类型游戏中最好的之一；功能丰富且灵活的系统只有同样复杂的战斗引擎才能与之匹敌”。新增的职业机制也受到赞赏。
《狮子战争》采取的新翻译版本经常受到评论。评论家们认为，尽管这一版的叙事很华丽，甚至有些像莎士比亚风格，但相比原作有所进步，原作的翻译文本被描述为混乱而复杂。故事本身也因其深度和成熟度而受到称赞，尽管评论家指出，故事中庞大的角色阵容有时令人难以理解。新的卡通渲染过场动画非常受欢迎，被评价为“神奇”、“美丽”和“出色”。有评论称，除了新的法术动画外，精灵、纹理和环境视觉效果总体上并未得到改善。影片的音效受到褒贬不一，有人评论说音乐很美，但镜头音效却很刺耳。
对《狮子战争》的负面评论主要集中在游戏战斗时的画面卡顿以及游戏的难度上。某些队伍动作会降低游戏的帧率并降低音频质量，在施放法术或使用需要不同灯光效果的特殊能力时最为明显。尽管从仅限光盘游玩转变为可以通过PlayStation Network进行数字下载游玩，但卡顿的问题仍然存在，这一点在PlayStation LifeStyle的评论中得到了证实。人们普遍认为这款游戏的难度机制是一种惩罚性的，或许会让新玩家望而却步。Eurogamer的（Rob Fahey）表示：“[游戏的]难度曲线有些奇怪 - 说得客气一点...我们确实遇到了一些非常简单的战斗，但也有几场战斗（特别是在早期）非常困难，以至于我们不得不重新装备并进行几场随机战斗，然后才能再次尝试”。
本款游戏的iOS版反响不如PSP版。虽然评论者对故事情节和游戏玩法给予了积极的评价，但他们对多人游戏模式的删除、仍未修复的图形问题以及最重要的是首次发布时的定价感到不满。这款游戏在当时是iOS系统上有史以来发布的最昂贵的一款游戏。另一方面，USgamer将重制版评为有史以来最好的游戏之一。
《最终幻想战略版 狮子战争》近年来广受好评。2022年，GamesRadar将《最终幻想战略版 狮子战争》评为有史以来第11佳PSP游戏。2023年，Cultured Vultures将《最终幻想战略版 狮子战争》评选为史上最佳PSP游戏第一名。